# Hoàng Đình Tài
Hoàng Đình Tài (16 tháng 6 năm 1945 tại Hưng Yên – 12 tháng 8 năm 2016 tại Hà Nội) là một họa sĩ Việt Nam. Ông được trao tặng Giải thưởng Nhà nước về Văn học Nghệ thuật năm 2007.

## Tiểu sử và sự nghiệp
Hoàng Đình Tài sinh ra ở Hưng Yên, lớn lên ở thành phố Hải Phòng và sinh sống và hoạt động nghệ thuật tại Hà Nội. Năm 1966 tham gia chiến trường Trường Sơn.  Năm 1969, Hoàng Đình Tài được điều về Quảng Bình và trở thành họa sĩ chuyên nghiệp tại Phòng Tuyên huấn, Cục Chính trị Bộ Tư lệnh Đoàn 559. Ở Phòng Tuyên huấn vẽ ký họa về Trường Sơn. Từ năm 1970 đến 1972, ký họa của ông xuất hiện trên nhiều tờ báo như Văn nghệ, Quân đội nhân dân, Trường Sơn… với bút danh Hoàng Tài Vị.
Năm 1972, do những hoạt động mỹ thuật ở chiến trường, Hoàng Đình Tài được kết nạp vào Hội Mỹ thuật Việt Nam. Năm 1974 ông vào học Trường Đại học Mỹ thuật Việt Nam, chấm dứt giai đoạn vẽ bản năng. Năm 1979 ông tốt nghiệp Đại học Mỹ thuật.
Sau khi tốt nghiệp Đại học Mỹ thuật, ông làm tại Công ty Mỹ Thuật Trung Ương thuộc Bộ Văn Hóa - Thể Thao - Du lịch  trong 10 năm từ 1980 đến 1990, rồi chuyển ra làm họa sĩ tự do.
Ông có 3 triển lãm tranh sơn mài cá nhân tại Hà Nội, Việt Nam ( vào năm 1992, 2000, 2008)
Từng tham gia triển lãm tranh ở Latvia, Nga, Anh, Pháp, Trung Quốc, Lào, Campuchia,... và có nhiều tác phẩm trong các bộ sưu tập cá nhân ở Mỹ, Pháp, Anh, Đức, Canada, Nhật Bản, Thái Lan, Trung Quốc, Australia, Malaysia, Singapore,..

## Giải thưởng
Với những đóng góp của mình, ông được trao Giải thưởng Nhà nước về Văn học Nghệ thuật năm 2007. Ngoài ra ông còn được nhận Giải A Hội Mỹ thuật Việt Nam năm 2002, Giải B Hội Mỹ thuật Hà Nội năm 2002, Giải B Văn học nghệ thuật Bộ Quốc phòng Việt Nam giai đoạn 1999 – 2004.